# Первичная медико-санитарная помощь

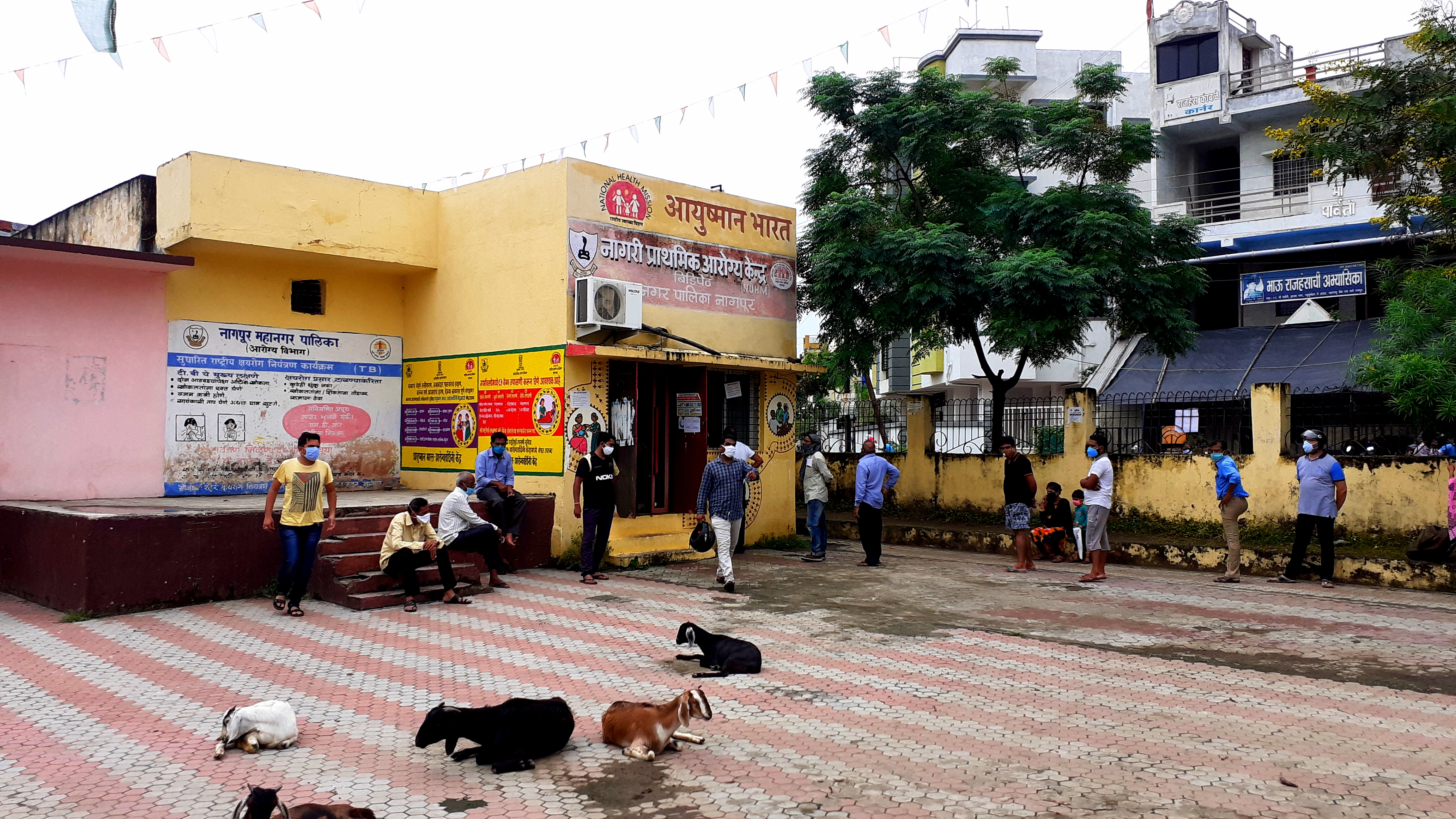
Центр первичной медицинской помощи в Нагпуре, Индия

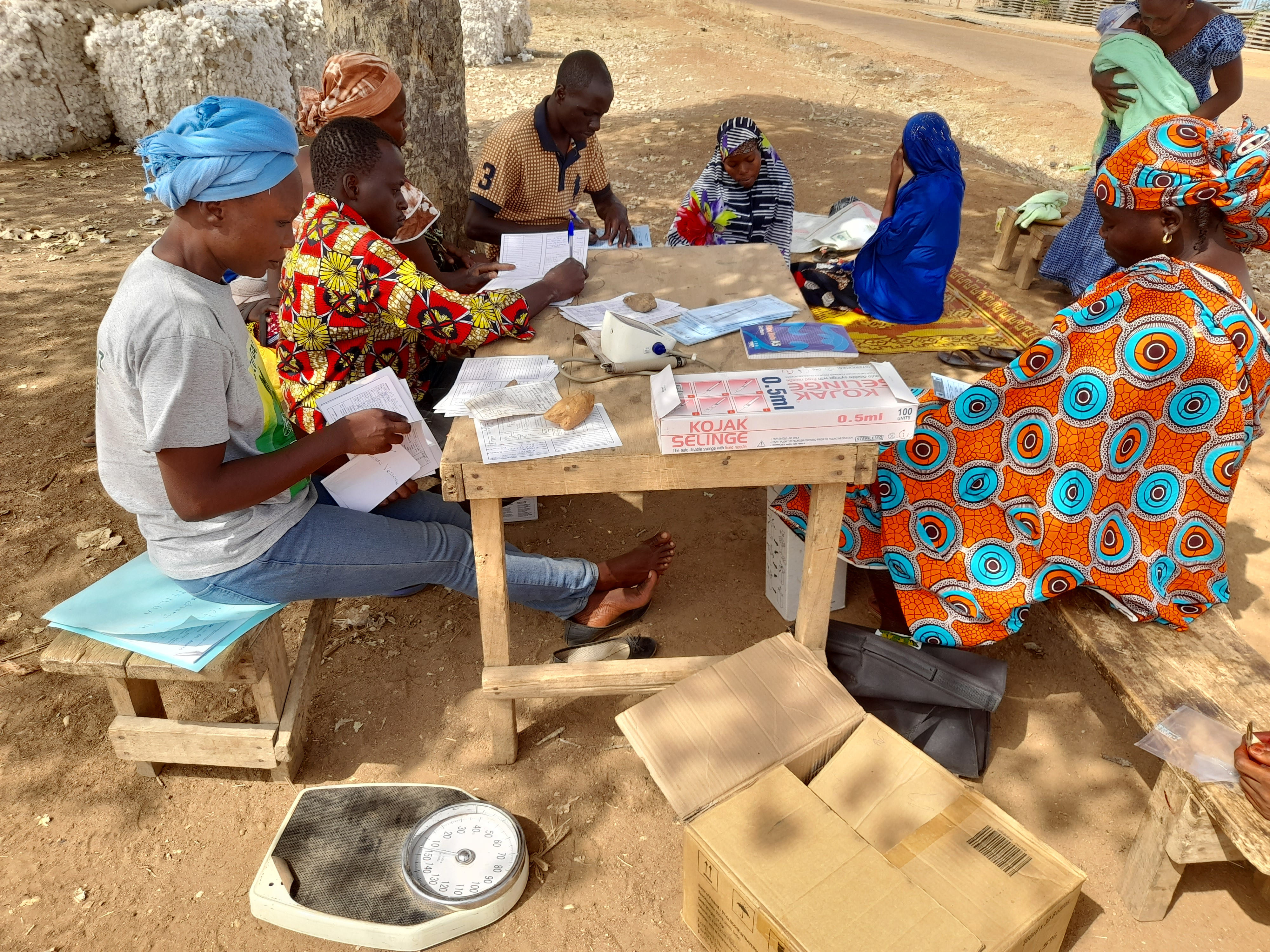
Медицинская консультация для беременных женщин и матерей малолетних детей в Камеруне

Перви́чная ме́дико-санита́рная по́мощь (ПМСП) является основой системы оказания медицинской помощи и включает в себя мероприятия по профилактике, диагностике, лечению заболеваний и состояний, медицинской реабилитации, наблюдению за течением беременности, формированию здорового образа жизни и санитарно-гигиеническому просвещению населения. Обеспечение доступной и качественной первичной медико-санитарной помощи должно быть приоритетом при формировании системы здравоохранения.
Понятие «первичная медико-санитарная помощь» (ПСМП) было предложено ВОЗ в 1970-е годы как отражение ее стратегии и программы деятельности с целью «достижения здоровья для всех к 2000 году». В 1978 году на международной конференции была принята Алма-Атинская декларация, принципами которой были:
- здоровье как право человека;
- сообщества, принимающие решения, влияющие на их здоровье;
- медицинское обслуживание в непосредственной близости от места проживания людей;
- скоординированные усилия всего общества по укреплению здоровья, включая более справедливые социальные и экономические механизмы[3].

## Организация первичной медико-санитарной помощи в разных странах
В России система ПСМП возникла в конце XVIII—начале XIX веков в виде земских больниц и различных других больниц для малоимущих, финансируемых как государством и местными органами власти, так и частными благотворителями. 
В разных странах модели организации первичной помощи различаются. Например, в США первичная помощь не обеспечивает всеобщего охвата, нет всеобщего медицинского страхования, есть лишь помощь с частным медицинским страхованием. При этом органы общественного здравоохранения взяли на себя роль поставщика медицинских услуг для некоторых групп социально незащищенных слоев населения. В Великобритании первичная помощь в значительной степени финансируется государством и каждый житель может зарегистрироваться у врача общей практики, который затем становится его первым контактным лицом по большинству проблем со здоровьем. В Японии пациенты могут обращаться за помощью в любое лечебное учреждение — от клиник первичной медико-санитарной помощи до университетских больниц. Хотя некоторые японцы могут выбрать семейного врача в качестве первого контакта, многие предпочитают обращаться сразу к врачам-специалистам. 
В Германии амбулаторную помощь оказывают прежде всего кабинеты частных врачей (Praxis), также иногда осуществляется амбулаторный прием при больницах. Кабинеты врачей могут находиться где угодно, от жилых домов до бензозаправок. При этом их количество ограничено квотой на тот или иной населенный пункт. Больше половины всех частных кабинетов принадлежит семейным врачам. Обычно семейный врач является первым врачом, к которому приходит больной, и, если такой врач не может самостоятельно помочь пациенту, то он дает направление к специалисту. Врачи-специалисты может работать как в одиночку, так и в группе с другими врачами (таких 25%) образуя таким образом целые медицинские центры. В выходные дни и вечернее время действуют дежурные врачебные кабинеты по всем направлениям. Пациенту необходимо позвонить на единый справочный номер, где ему скажут адрес ближайшего дежурного врача. Медицинская помощь в Германии доступна для всех слоев населения, вне зависимости от их материального положения, за счет системы медицинского страхования. Бремя страховых взносов делится пополам между работником и работодателем, а тем, кто не работает, страховой полис полностью покрывает государство.

## Первичная медицинская помощь и её виды в России
Первичная медико-санитарная помощь в Российской Федерации бесплатна (в рамках территориальных программ обязательного медицинского страхования).
Первичная медико-санитарная помощь включает в себя мероприятия по профилактике, диагностике, лечению заболеваний и состояний, медицинской реабилитации, наблюдению за течением беременности, формированию здорового образа жизни, в том числе снижению уровня факторов риска заболеваний, и санитарно-гигиеническому просвещению. Первичная медико-санитарная помощь предоставляется гражданам в амбулаторных условиях и в условиях дневного стационара, в плановой и неотложной формах.

#### Виды первичной медицинской помощи
- первичная доврачебная медико-санитарная помощь[1]
- первичная врачебная медико-санитарная помощь
- первичная специализированная медико-санитарная помощь

Первичная доврачебная медико-санитарная помощь оказывается фельдшерами, акушерами и другими медицинскими работниками со средним медицинским образованием.
Первичная врачебная медико-санитарная помощь оказывается врачами-терапевтами, врачами-терапевтами участковыми, врачами-педиатрами, врачами-педиатрами участковыми и врачами общей практики (семейными врачами), врачами-специалистами, а также соответствующим средним медицинским персоналом.
Первичная специализированная медико-санитарная помощь оказывается врачами-специалистами, включая врачей-специалистов медицинских организаций, оказывающих специализированную, в том числе высокотехнологичную, медицинскую помощь.

## Цель
Основной целью данного комплекса мер является охрана здоровья, обеспечение профилактики и лечения заболеваний, диспансерного наблюдения. Включает в себя следующие мероприятия:
- укрепление здоровья,
- профилактика,
- реабилитация,
- лечение,
- диспансерное наблюдение,
- паллиативная терапия.

## Задачи
- Содействие формированию здоровой продовольственной среды
- Лечение основных заболеваний и травм
- Выявление и профилактика заболеваний
- Санитарно-гигиеническое просвещение населения
- Формирование приверженности к здоровому образу жизни
- Гигиенические и противоэпидемические мероприятия
- Охрана здоровья матери и ребёнка, планирование семьи.
- Вакцинация и вакцинопрофилактика

## Характеристика
- Количественное соотношение между основными ресурсами и численностью населения.
- Доступность медицинской помощи всему населению.

## Медицинские организации и их подразделения, оказывающие ПМСП
- фельдшерские здравпункты,
- фельдшерско-акушерские пункты,
- врачебные амбулатории,
- здравпункты,
- поликлиники,
- поликлинические подразделения медицинских организаций,
- кабинеты и центры (отделения) общей врачебной практики (семейной медицины),
- центры здоровья,
- отделения (кабинеты) медицинской профилактики,
- дневной стационар, в том числе стационар на дому.

Организация оказания первичной медико-санитарной помощи гражданам в целях приближения к их месту жительства, месту работы или обучения осуществляется по территориально-участковому принципу, предусматривающему формирование групп обслуживаемого населения по месту жительства, месту работы или учёбы в определённых организациях.

## Направления развития ПМСП в России
В 2016 году в Российской Федерации для совершенствования первичного звена здравоохранения Министерством здравоохранения Российской Федерации совместно с государственной корпорацией по атомной энергии «Росатом» был запущен пилотный проект «Бережливая поликлиника», суть которого — внедрение бережливых технологий в медицинских организациях для повышения доступности первичной медико-санитарной помощи путём оптимизации внутренних процессов работы поликлиники, тем самым сведя до минимума все существующие в поликлинике виды потерь.
Реализацию проекта начали в трёх субъектах Российской Федерации — Калининградской области, Ярославской области и г. Севастополь.
В 2017 году в пилотном проекте участвовали 304 поликлиники России. В конце 2017 года были представлены итоги реализации пилотного проекта «Бережливая поликлиника». Время ожидания в очереди у регистратуры сократилось в 4 раза, количество визитов при прохождении 1 этапа диспансеризации сократилось в 3,7 раз, время ожидания приёма врача у кабинета сократилось в 8 раз.
В 2018 году результативность реализации пилотного проекта дала старт запуску приоритетного проекта Министерства здравоохранения Российской Федерации совместно с государственной корпорацией по атомной энергии «Росатом» «Создание новой модели медицинской организации, оказывающей первичную медико-санитарную помощь». В приоритетном проекте в 2018 году участвовали 33 субъекта Российской Федерации:
| Республика Адыгея                 | Белгородская область    | Рязанская область    |
| Республика Бурятия                | Волгоградская область   | Саратовская область  |
| Республика Карелия                | Иркутская область       | Сахалинская область  |
| Республика Мордовия               | Калининградская область | Свердловская область |
| Республика Северная Осетия-Алания | Кировская область       | Тверская область     |
| Удмуртская республика             | Ленинградская область   | Томская область      |
| Республика Чувашия                | Нижегородская область   | Тульская область     |
| Алтайский край                    | Новгородская область    | Тюменская область    |

С 2019 года приоритетный проект становится частью одного из восьми федеральных проектов национального проекта «Здравоохранение» — «Развитие системы оказания первичной медико-санитарной помощи», целью которого является завершение формирования сети медицинских организаций первичного звена здравоохранения, обеспечение оптимальной доступности для населения (в том числе для жителей населенных пунктов, расположенных в отдалённых местностях) медицинских организаций, оказывающих первичную медико-санитарную помощь, оптимизация работы медицинских организаций, оказывающих первичную медико-санитарную помощь, сокращение времени ожидания в очереди при обращении граждан в указанные медицинские организации, упрощение процедуры записи на прием к врачу и пр.
Реализация федерального проекта запланирована на 2019—2024 годы включительно. В создании и тиражировании «Новой модели медицинской организации, оказывающей первичную медико-санитарную помощь» будут участвовать 85 субъектов Российской Федерации.